# 西迪贝勒阿巴斯省
西迪贝勒阿巴斯省（阿拉伯语：‎）是阿尔及利亚西北部的一个省，首府西迪贝勒阿巴斯。該省的名字就來源自首府。當地面積9,150.63 平方公里。2008年人口為603,369人。該省成立於1974年。